# Asteranthos brasiliensis
Asteranthos brasiliensis je vrsta tropskega drevesa iz družine lecitovk.
T tropsko drevo je razširjeno v amazosnkih gozdovih Brazilije, Kolumbije in Venezuele.